# Смирнова, Надежда Николаевна
Надежда Николаевна Смирнова (до 2017 — Молосай; бел. Надзея Мікалаеўна Смiрнова (Маласай); род. 14 декабря 1990, Борисов, Минская область, Белорусская ССР) — белорусская волейболистка, нападающая-доигровщица, мастер спорта Республики Беларусь международного класса.

## Биография
Волейболом начала заниматься в 11-летнем возрасте в ДЮСШ № 1 города Барановичи у тренера Б. И. Букреева. С 2006 на протяжении 7 сезонов выступала за местный «Атлант-БарГУ» в национальных и международных соревнованиях, став в его составе 4-кратной чемпионкой Беларуси. В 2013—2017 играла за российский «Протон» и греческий «Олимпиакос», с которым дважды выигрывала «золото» чемпионатов Греции. В 2017 вернулась в Беларусь, где заключила контракт со столичной «Минчанкой».
После перерыва, вызванного рождением дочери, в 2019 вновь переехала в Россию и на протяжении сезона выступала в высшей лиге «А» чемпионата России за череповецкую «Северянку». С 2020 — вновь игрок «Минчанки».
В 2007—2008 играла за юниорскую и молодёжную сборные Беларуси. С 2009 выступает за национальную сборную страны, в составе которой четырежды принимала участие в чемпионатах Европы (2009, 2013, 2015, 2017) и трижды — в розыгрышах Евролиги (2011, 2016, 2017).

## Игровая карьера
- 2006—2013 —  «Атлант-БарГУ» (Барановичи);
- 2013—2015 —  «Протон» (Саратов);
- 2015—2017 —  «Олимпиакос» (Пирей);
- 2017—2018 —  «Минчанка» (Минск);
- 2019—2020 —  «Северянка» (Череповец);
- 2020—2023 —  «Минчанка» (Минск);
- 2023—2024 —  «Тулица» (Тула);
- с 2024 —  «Минчанка» (Минск).

## Достижения
- 9-кратная чемпионка Беларуси — 2008, 2009, 2011, 2012, 2018, 2021, 2022, 2023, 2025;
  - двукратный серебряный (2007, 2013) и бронзовый (2010) призёр чемпионатов Беларуси.
- 4-кратный победитель розыгрышей Кубка Беларуси — 2012, 2020, 2021, 2024;
  - серебряный призёр Кубка Беларуси 2022.
- обладатель Суперкубка Беларуси 2017.
- двукратная чемпионка Греции — 2016, 2017.
- двукратный победитель розыгрышей Кубка Греции — 2016, 2017.
- двукратный обладатель Суперкубка Греции — 2015, 2016.
- серебряный призёр розыгрыша Кубка Европейской конфедерации волейбола 2018.
- серебряный призёр розыгрыша Кубка вызова ЕКВ 2017.
- бронзовый призёр Балтийской лиги 2013.

## Семья
Муж (с 2013) — Александр Смирнов — тренер по пляжному волейболу.
Дочь — Елизавета (род. 2019).